# Турминское
Турминское (тат. Торым, чув. Вырăс Тăрăм) — село в Кайбицком районе Республики Татарстан. Входит в состав Хозесановского сельского поселения.
Численность населения села — 187 человек (2010).

## Достопримечательности
Церковь Святой Троицы — трехпрестольный каменный храм построен в 1805 году. Тогда же образован приход. Приделы освящены во имя Предтечи и Крестителя Господня Иоанна и во имя Святого Пророка Ильи. Крупный, крестообразный в плане храм с невысокой двухъярусной колокольней, яркий образец раннего классицизма с некоторыми элементами барокко.
Храм построен на средства местного помещика Леонтия Петровича Есипова. Прихожанами особо почиталась икона Иоанна Предтечи, которая появилась в селе задолго до строительства храма и, вероятно, ещё с XVII века находилась в старинной часовне, по преданию поставленной на месте обретения иконы. Ежегодно, 25 мая, в день третьего обретения главы Иоанна Предтечи, совершался крестный ход от храма до часовни, собиравший богомольцев из Свияжского и Цивильского уездов.
В престольный праздник — в день Святой Троицы в Турминском проводилась ярмарка, обороты которой достигали 100 тысяч рублей.
Большую часть прихожан составляли татары, принадлежащие к этнографической группе, называемой «молькеевские кряшены». Они проживали в деревнях Тябердино, Полевая Буа, Баймурзино (в этой деревне в 1910 году была построена церковь), Молькеево.
В 1842—1896 годах в приходе служил священник Гавриил Иванович Новошешминский (1819-?) (окончил КДС в 1842 году). В 1896—1918 годах настоятелем храма был священник Порфирий Михайлович Соловьев (1869-?) (окончил КДС в 1891 году). В настоящее время храм передан Казанской епархии и в нём совершаются богослужения.

## Известные люди
- Евдокимова, Антонина Ивановна — Герой Социалистического Труда.